# Bandera del Brull
La bandera oficial del Brull té la següent descripció:
Bandera apaïsada de proporcions dos d'alt per tres de llarg, blanca, amb un griu negre amb la llengua i les ungles vermelles, situat a 1/6 de les vores superior i inferior, i a 2/9 de l'asta i a 3/9 de la vora del vol.
Va ser aprovada el 13 de setembre de 1999 i publicada en el DOGC el 18 d'octubre del mateix any amb el número 2996.